# یامانوئوچی، کاماکورا

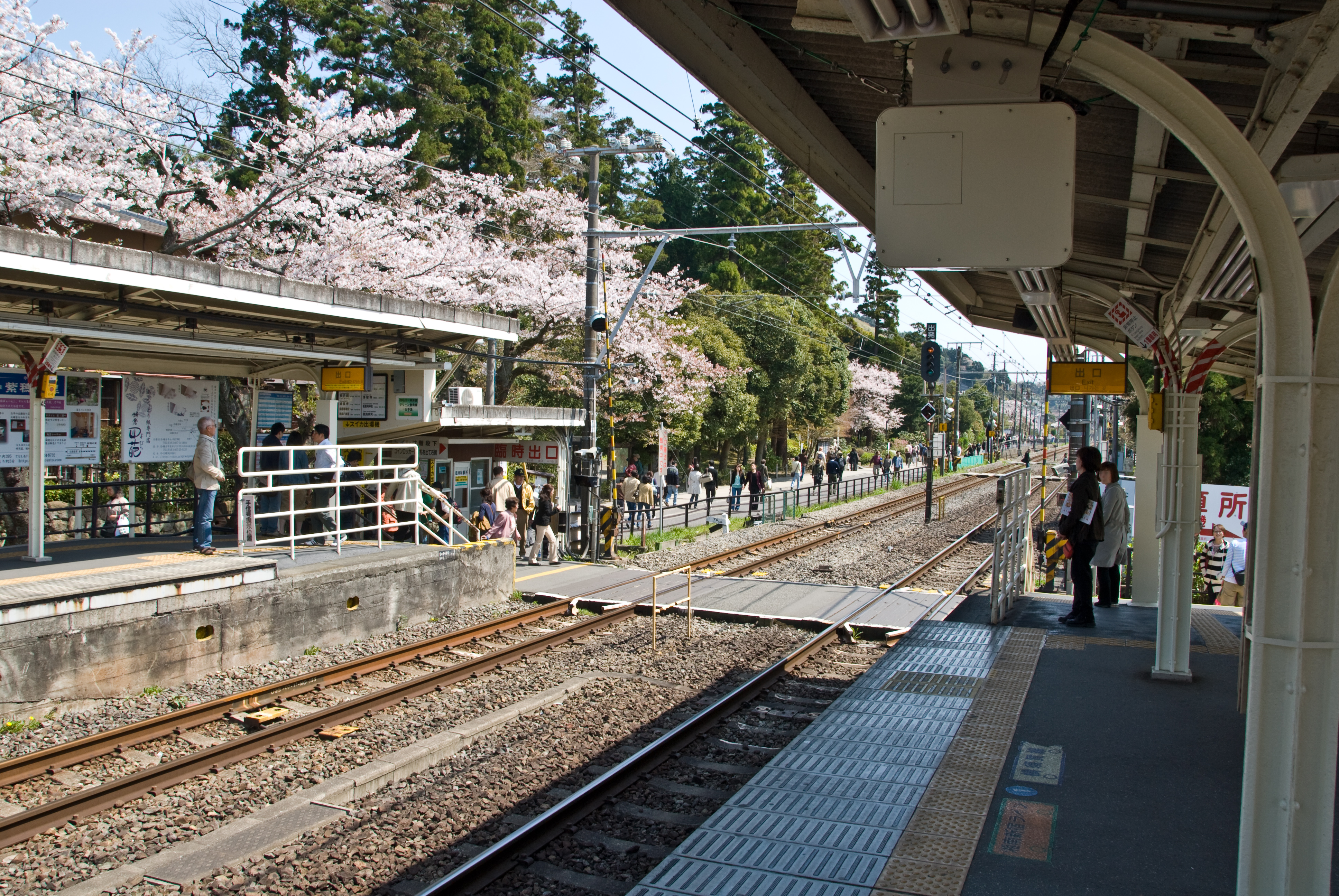
ایستگاه کیتا-کاماکورا

یامانوئوچی، کاماکورا (به ژاپنی: 山ノ内 or 山之内)، محله ای از کاماکورا (کاماکورا، کاناگاوا)، استان کاناگاوا، ژاپن است.